# Austrocactus patagonicus
Austrocactus patagonicus ist eine Pflanzenart in der Gattung Austrocactus aus der Familie der Kakteengewächse (Cactaceae). Das Artepitheton patagonicus verweist auf das Vorkommen der Art in Patagonien.

## Beschreibung
Austrocactus patagonicus wächst sprossend mit säulenförmigen Trieben, die bei Durchmessern von 8 Zentimetern Wuchshöhen von bis 50 Zentimetern erreichen. Es sind 9 bis 12 Rippen vorhanden, die etwas in Höcker gegliedert sind. Die 1 bis 4 kräftigen, gelegentlich hakigen Mitteldornen sind gelblich braun bis dunkler und 3 bis 4 Zentimeter lang. Die 6 bis 10 Randdornen sind hell und bis 1,5 Zentimeter lang.
Die rosaroten bis violettrosafarbenen Blüten haben eine Länge von bis 4 Zentimetern. Die kugelförmigen Früchte sind nahezu trocken.

## Verbreitung und Systematik
Austrocactus patagonicus ist im Süden Argentiniens und Chiles in Höhenlagen bis 1000 Metern  verbreitet.
Die Erstbeschreibung als Cereus patagonicus durch Carlos Luis Spegazzini wurde 1897 veröffentlicht. Curt Backeberg stellte die Art 1939 in die Gattung Austrocactus. Ein weiteres nomenklatorisches Synonym ist Malacocarpus patagonicus (F.A.C.Weber ex Speg.) Hosseus (1926, nom. inval. ICBN-Artikel 34.1a).

## Nachweise